# Parioglossus caeruleolineatus
Parioglossus caeruleolineatus är en fiskart som beskrevs av Suzuki, Yonezawa och Sakaue 2010. Parioglossus caeruleolineatus ingår i släktet Parioglossus och familjen Ptereleotridae. Inga underarter finns listade i Catalogue of Life.